# Bad Muskau
Bad Muskau, sino al 1962 Muskau, in alto sorabo: Mužakow, è una città tedesca situata nel Land della Sassonia nella regione storica dell'Alta Lusazia. Da un punto di vista amministrativo fa parte del circondario di Görlitz.
Vi si trova il famoso Parco di Muskau. 

## Posizione
Si trova sul Neisse, che forma il confine tra la Polonia e la Germania: Bad Muskau è di fronte alla città polacca di Łęknica.

## Storia
Muskau è stata fondata nel XIII secolo ed è stata menzionata per la prima volta nel 1249. La contea (Standesherrschaft) di Muskau era la più grande del Sacro Romano Impero. Fino al 1815 è appartenuta alla terra di Margrave, nell'Alta Lusazia, sotto l'Elettore (poi Re) di Sassonia; dal 1815 è appartenuta alla Prussia.
Fino all'inizio del XIX secolo i governatori di Muskau furono i Conti Imperiali di Callenberg, a cui successe nel 1845 il Conte (poi Duca) Hermann von Pückler-Muskau, seguito dal Principe Wilhelm Friedrich Karl von Oranien-Nassau, e dai Conti von Arnim fino al 1945.
Dopo il 1945 Muskau fu divisa (lungo il fiume Neisse) tra la Repubblica Democratica Tedesca e la Polonia. Questo comportò la divisione del famoso parco di Muskau. Nel 1962 fu rinominata "Bad Muskau" dopo che fu realizzato in città un bagno terapeutico. Solo le città con bagni terapeutici ufficialmente riconosciuti sono autorizzate ad utilizzare il prefisso Bad (nel senso di bagni o terme, in italiano).

## Amministrazione

### Gemellaggi
- Balve - Germania
- Bolków - Polonia
- Łęknica - Polonia